# 反對逃犯條例修訂草案運動期間各地連儂牆列表
本列表列出2019年香港反對逃犯條例修訂草案運動期間，在各地出現的連儂牆，其型式主要為粘贴标语讯息等的民主拼接牆。
2019年6月，金鐘夏慤道香港政府總部繼2014年後再次出現連儂牆，以反映市民對反對《逃犯條例》修訂的心聲和對示威者的支持。香港政府清理金鐘連儂牆後，市民在多個地區設立連儂牆，遍地開花。連捷克布拉格的元祖連儂牆亦寫上了中文「香港加油」字樣聲援港人。到7月11日下午，加拿大多倫多聯合車站有港人號召發起連儂牆行動。到7月12日晚上，有香港人在東京澀谷站忠犬八公像前設「第一回東京突發連儂牆」。發起人之一 Joanna表示，由於日本當地找到可以貼的牆壁較為困難，而且認為會對當地人造成打擾，所以用手持木板貼便利貼的方式進行。而「隻揪Sir」的海報於台灣台北西門町，溫哥華列治文－布里格豪斯站和英國倫敦街頭出現。

## 香港

### 香港島

#### 東區
1. 小西灣綜合大樓往小西灣廣場天橋[4]
2. 柴灣新翠商場天橋（在7月11日被拆除）[5]
3. 杏花邨商場對出交通燈*[6]
4. 西灣河文娛中心行人天橋底 （有三幅，多次遭破壞）[7]
5. 西灣河麥當勞對面東廊橋底
6. 筲箕灣巴士總站，東大街以流動形式出現[8]
7. 耀東邨8樓電梯大堂[9][10]
8. 鰂魚涌行人天橋近嘉里中心[11]
9. 太古AEON前過馬路的安全島
10. 鰂魚涌新威花園對面
11. 北角地鐵站B1出口
12. 北角北景街天橋[12]
13. 北角健威花園天橋
14. 北角寶馬山香港樹仁大學
15. 炮台山站A出口[13]
16. 太古站D2、A2、B出口

#### 灣仔區
1. 銅鑼灣波斯富街行人天橋
2. 銅鑼灣鵝頸橋巴士站
3. 銅鑼灣廣場一期對出天橋
4. 灣仔軒尼斯道橋底
5. 灣仔站A3出口天橋
6. 中國基督教播道會同福銅鑼灣堂正門
7. 天后站A1出口巴士總站外
8. Wan Chai Queen Road East in a lane opposite 洪聖古廟

#### 中西區
1. 禮賓府後門外牆[14]
2. 金鐘太古廣埸
3. 中環愛丁堡廣場
4. 香港大學本部校園大學街上層(國殤之柱旁)
5. 香港大學醫學院實驗室樓LLG層(醫學圖書館旁)
6. 石塘嘴香港大學站B2出口[15]
7. 上環無限極廣場往IFC天橋
8. 上環文化廣場
9. 西營盤站C出口
10. 堅尼地城站B出口
11. 香港大學站B1出口山道21號
12. 政府總部西翼26樓的辦公室
13. 中環至半山自動扶手電梯系統堅道、大館出入口

#### 南區
1. 黃竹坑站A出口天橋[16]
2. 香港仔巴士總站旁天橋底
3. 香港仔湖南街
4. 置富花園巴士總站
5. 薄扶林華富邨近酒家巴士站
6. 華貴邨近巴士站
7. 田灣邨近OK便利店
8. 海怡半島站B出口
9. 石排灣(扶手梯斑馬線)
10. 鴨脷洲邨近大快活對開
11. 鴨脷洲邨利澤樓巴士站(近怡南路)(多次遭到摧毀)
12. 利東站B出口
13. 瑪麗醫院行人入口

### 九龍

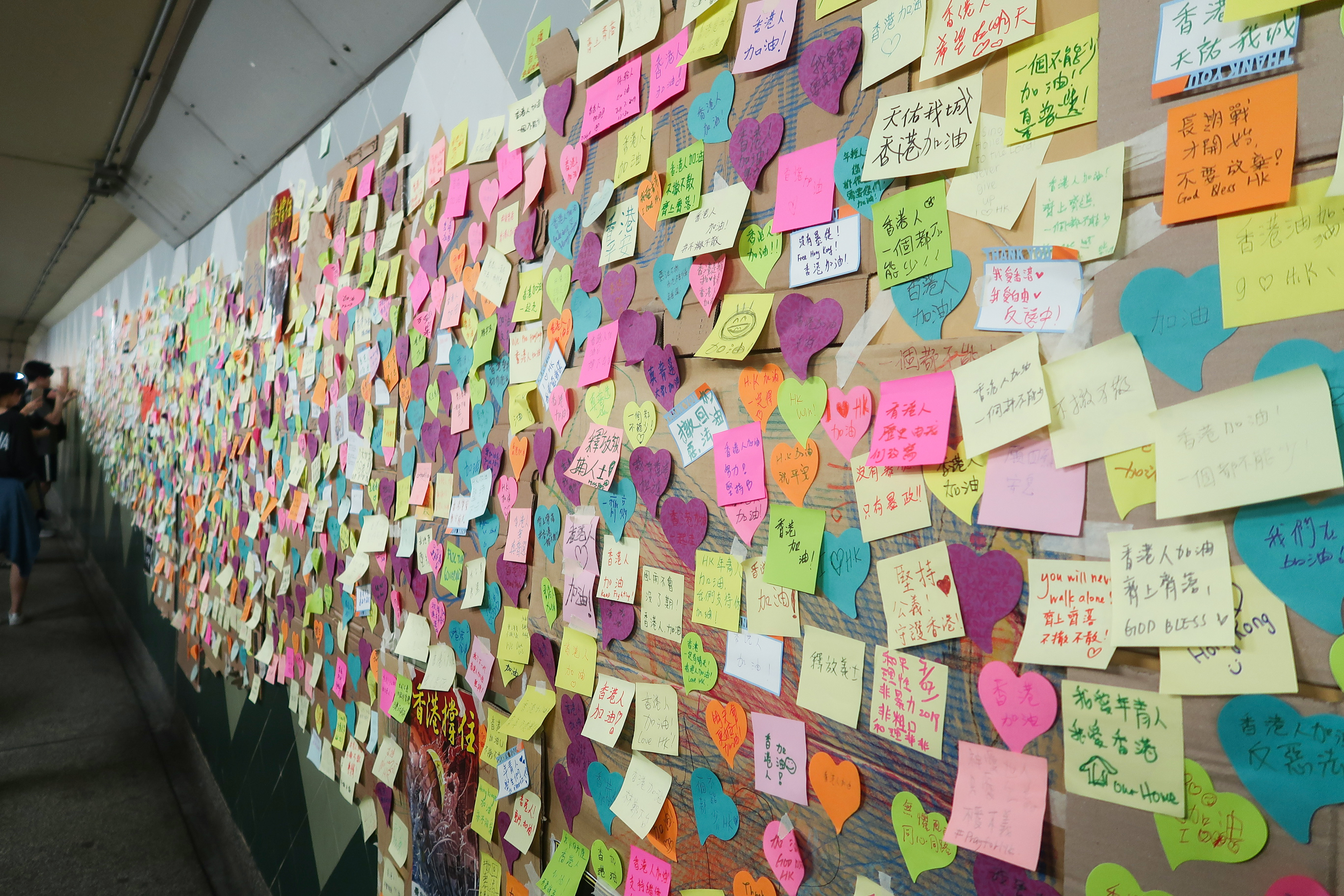
佐敦道行人隧道連儂牆

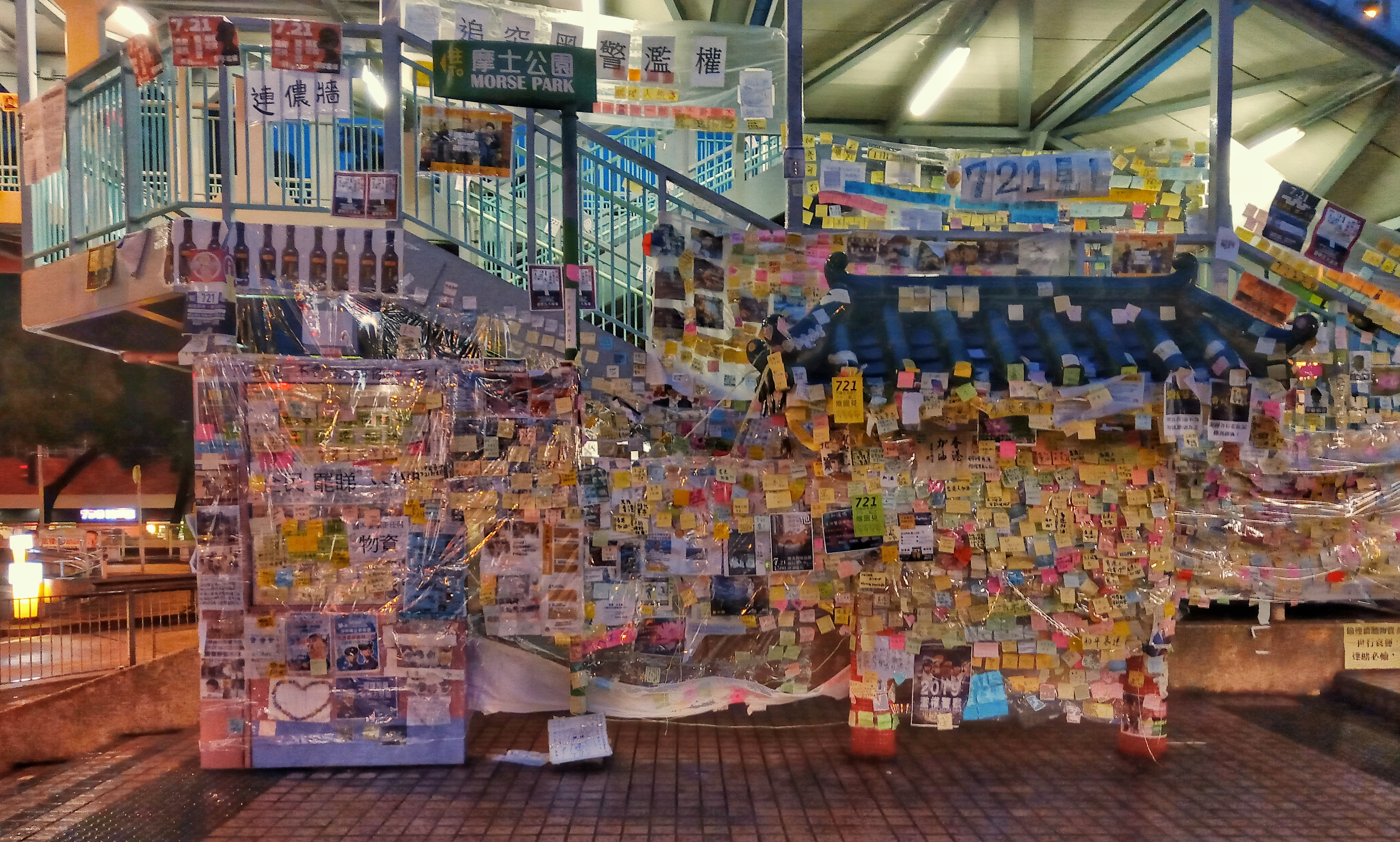
樂富站A出口露天廣場及往樂富邨天穚（橫頭磡東道/南道交界）（橫頭磡東道/南道交界）連儂牆

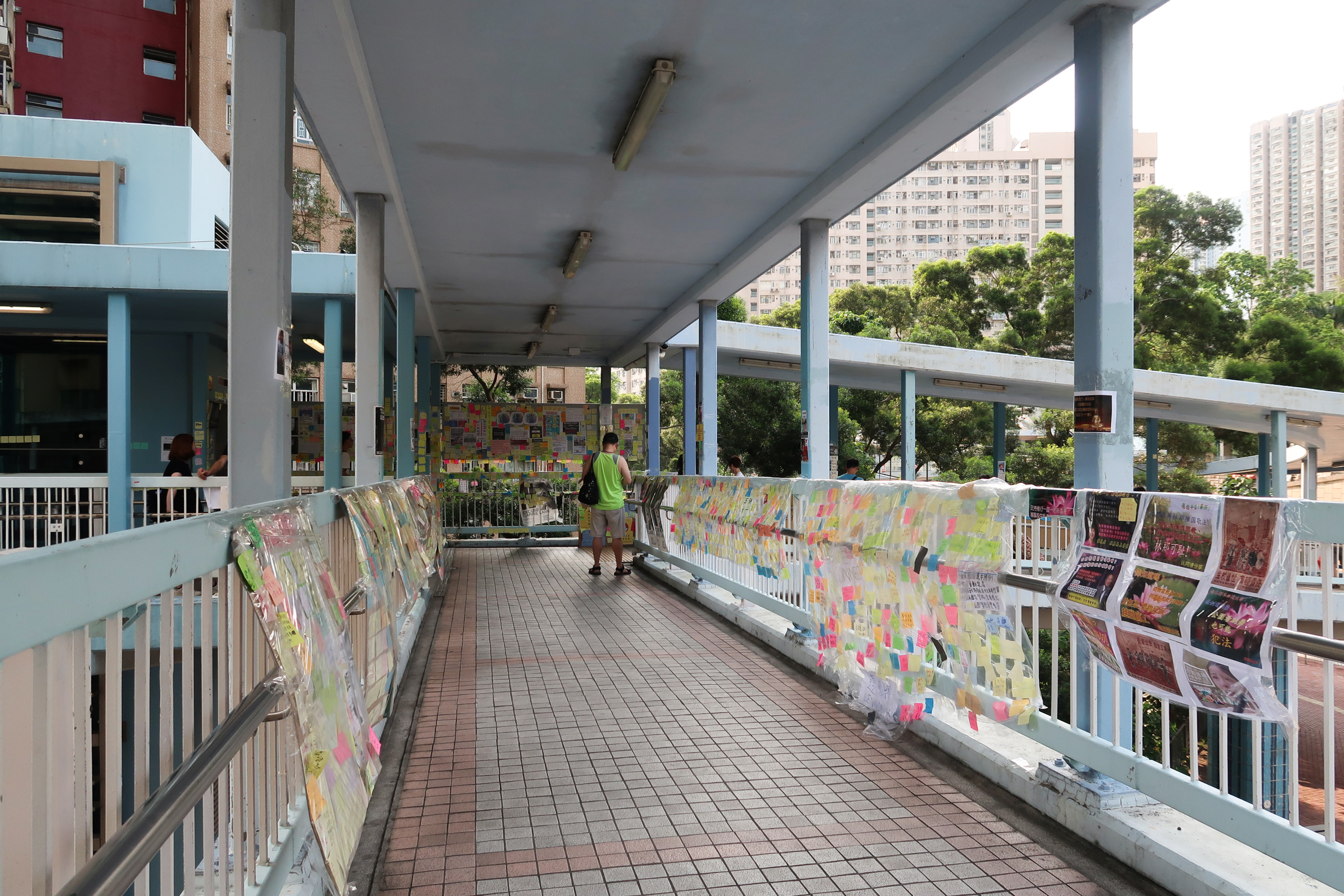
鑽石山鳳德邨天橋連儂牆

#### 油尖旺區
1. 香港理工大學民主牆
2. 佐敦道行人隧道
3. 太子站C1出口
4. 太子站内
5. 大角咀[17]
6. 旺角豉油街行人隧道
7. 旺角行人天橋近弼街出口
8. 旺角砵蘭街170號地鋪娃娃星球旺角店
9. 旺角東站C出口連接洗衣街行人天橋
10. 尖沙嘴站L6出囗
11. 尖沙咀新太陽廣場往地鐵站的隧道
12. 香港太空館

#### 觀塘區
1. 九龍灣葉興國議員辦事處門口
2. 九龍灣站B出口行人天橋及東九文化中心地盤[18]
3. 九龍灣淘大對出地盤
4. 九龍灣港鐵公司總部外
5. 順利邨巴士站電話亭
6. 安泰邨（近順天邨）天橋（已被毀壞）
7. 觀塘安泰邨
8. 秀暉樓外小巴站
9. 曉光街（已清）
10. 觀塘巧明里行人隧道
11. 觀塘舊賽馬會觀塘健康院門外
12. 藍田站A出口近啟田商場
13. 藍田站B出口近巴士總站
14. 藍田匯景廣場L5-30號舖

#### 深水埗區
1. 美孚萬事達廣場
2. 美孚荔枝角天橋橋底之巴士總站及美孚站A出口(已清）
3. 荔枝角海麗商場天橋
4. 長沙灣站C2出口[19]
5. 深水埗西九龍中心外牆
6. 深水埗桂林街與長沙灣道交界行人隧道
7. 深水埗北河街與大埔道交界行人隧道
8. 深水埗北河街與長沙灣道交界行人隧道
9. 石硤尾站C出口
10. 石硤尾白田邨運田樓同麗田樓之間
11. 長沙灣政府合署
12. 富昌邨
13. 香港城市大學學術樓（一）三樓民主牆（圖書館旁）

#### 九龍城區
1. 九龍塘站東鐵綫連接真光里及又一城行人天橋
2. 壹傳媒黎智英住宅外[20]
3. 九龍城獅子石道行人隧道（與太子道東交界）近宋皇臺站B2/B3出口
4. 土瓜灣牛棚藝術村
5. 土瓜灣牛棚中心鄰近垃圾站旁
6. 土瓜灣馬頭角道
7. 九龍城道天穚底
8. 何文田站A3出口
9. 黃埔站A出口
10. 黃埔奇趣天地側門外
11. 紅磡站B1出囗往黄埔天橋

#### 黃大仙區
1. 樂富站A出口露天廣場及往樂富邨天穚或往樂富廣場扶手電梯前（橫頭磡東道/南道交界）[21]
2. 橫頭磡天馬苑往橫頭磡邨方向天橋(龍翔道)（已清)
3. 黃大仙站A及E出口至沙田坳道
4. 黃大仙站B出口近嗇色園及黃大仙中心北區（一度被人撕拆）
5. 黃大仙站D2出口對開的黃大仙中心巴士總站
6. 黃大仙中心南館地下客户服務部
7. 慈雲山德愛邨毓華街行人天橋（譚仔三哥對面)
8. 鑽石山站C出口
9. 鑽石山星河明居/荷里活廣場往鳳德邨行人天橋
10. 新蒲崗越秀廣場旁（樂善道/彩虹道)行人隧道
11. 新蒲崗錦榮街10號利龍麻雀館（已收回）
12. 彩虹站C出口行人隧道

### 新界

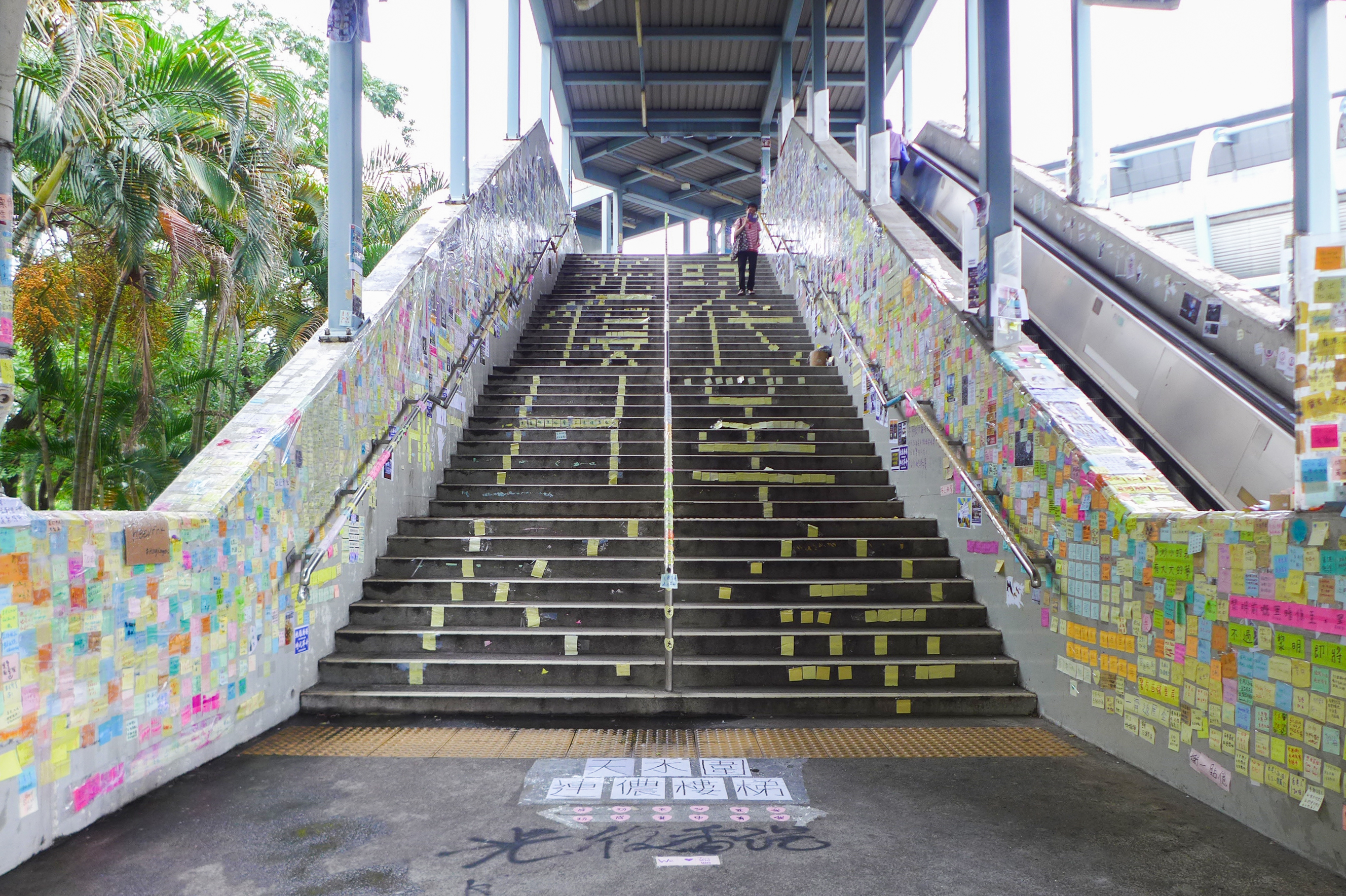
天水圍站C出口連儂樓梯

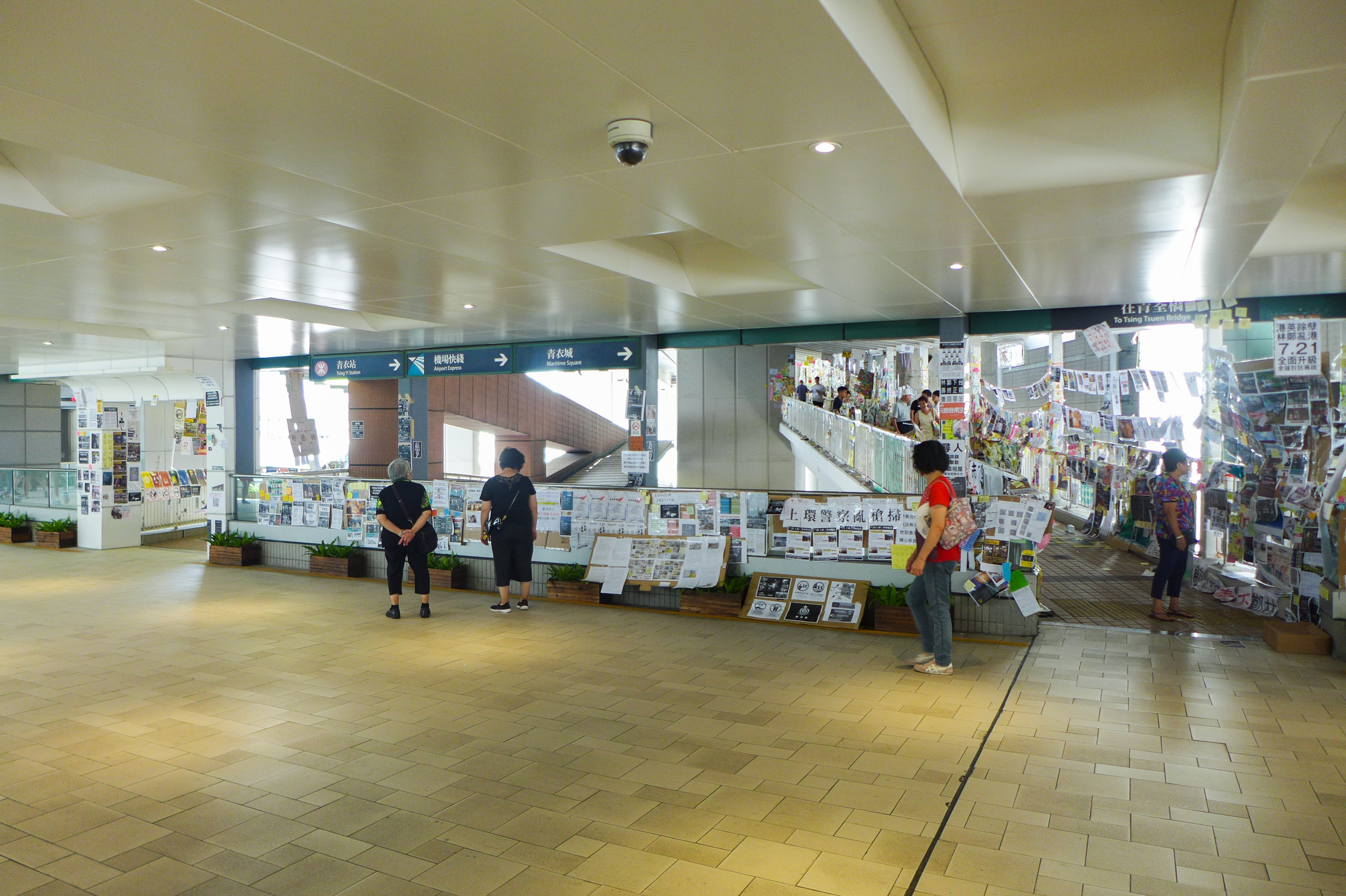
青衣站連接青衣城二期之行人天橋的連儂牆

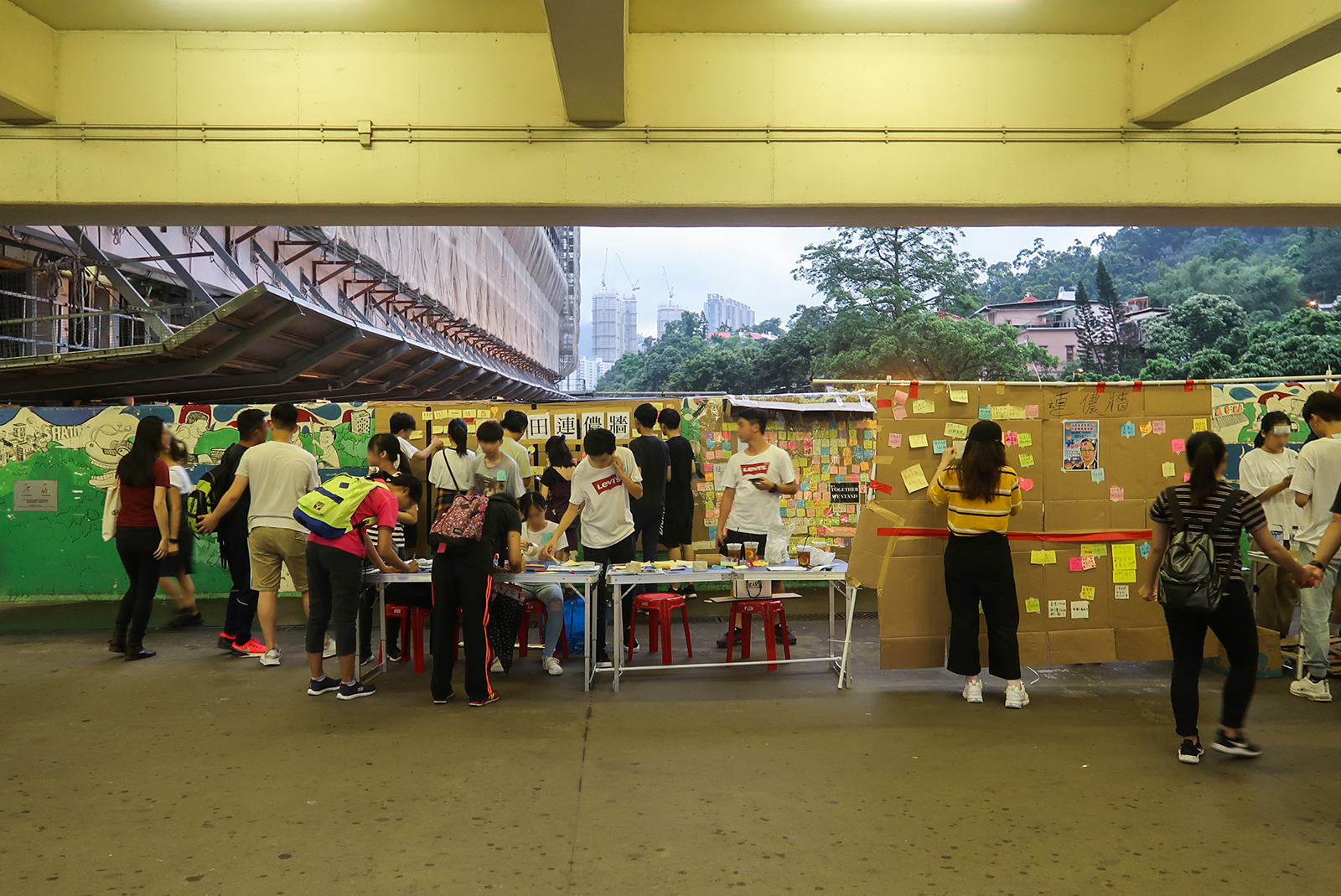
沙田站公共運輸交匯處近港鐵站B出口的連儂牆

#### 荃灣區
1. 梨木樹巴士總站（10月11將被清拆）[22]
2. 大窩口站B出口行人天橋
3. 大窩口德士古道
4. 大窩口邨大快活餐廳對面
5. 荃豐中心何君堯辦事處外（暫時消失）[23]
6. 荃灣多層停車場近民政事務署[24]
7. 深井電話機樓[25]
8. 深井「迦南鍋」門前[25]
9. 青龍頭青山公路東行隔音屏障豪景花園巴士站
10. 馬灣珀欣路旁行人路近馬灣公園挪亞方舟
11. 連接愉景新城與荃灣站B1／B2出口的天穚[24]

#### 葵青區
1. 青衣涌美路
2. 青衣站連接青衣城二期[[[Wikipedia:格式手册/链接#章節|錨點失效]]]之行人天橋
3. 瑪嘉烈醫院行人入口
4. 華員邨華仁閣小巴站，近迦密愛禮信中學正門 (已被清除）
5. 石籬邨石籬商場巴士站樓梯
6. 石蔭邨石蔭街市
7. 安蔭巴士總站
8. 葵翠邨對出
9. 葵芳站C出口通往葵豐街行人隧道
10. 葵芳站D出口天橋
11. 葵盛（東）巴士總站馬路旁
12. 葵興站往貿易之都天橋
13. 荔景站外
14. 葵興站A出囗

#### 沙田區
1. 馬料水行人隧道
2. 香港中文大學校園（康本國際學術園內）
3. 馬鞍山行人隧道（西沙路/馬鞍山路交界）
4. 恆安站B出口外行人隧道
5. 大水坑站A出口外行人隧道
6. 石門Explorer Fushion 隧道Restaurant（石門站C出口）
7. 廣源巴士總站
8. 沙田圍站A出口外行人天橋
9. 沙田乙明邨行人隧道
10. 吉野家沙田好運中心分店[26]
11. 新城市廣場第一期（只在晚上出現）及空中花園
12. 沙田站公共運輸交匯處近沙田站B出口
13. 美林邨美槐樓後方近美田路隔音屏障
14. 大圍八爪魚行人天橋
15. 大圍與美林邨間行人隧道（下穿大埔公路；已被清除，後來在8月中再被貼上海報）
16. 馬鞍山及烏溪沙連儂隧道
17. 馬鞍山海栢巴士站橋底
18. 烏溪沙巴士總站旁
19. 瀝源水泉澳邨露天廣埸
20. 火炭站上蓋牆
21. 馬鞍山頌安邨近西沙路的圍牆
22. 馬鞍山橫跨鞍誠街花園連接新港城4期至新港城1及3期的行人天橋(鐘樓天橋)

#### 屯門區
1. 良景邨良景廣場巴士總站
2. 兆康巫成鋒議員辦事處門口
3. 兆康站A出口
4. 屯門V city往市中心天橋
5. 屯門站F2出口/河田輕鐵站
6. 屯門新都商場往置樂天橋底
7. 華都花園地下隧道
8. 屯門市中心行人天橋
9. 美樂花園何君堯辦事處
10. 皇珠路下的地下隧道
11. 悅湖山莊悅湖橋

#### 元朗區
1. 錦上路站C出口
2. 錦田
3. 元朗站公共運輸交匯處
4. 元朗站大堂
5. 元朗廣場天橋
6. 朗屏站B2、E出口行人天橋
7. 天水圍站A、B、C出口天橋
8. 天水圍銀座隧道
9. 天水圍天瑞邨

#### 大埔區
1. 太和太湖花園隧道
2. 大埔寶鄉橋往大埔文娛中心隧道
3. 大埔墟站行人隧道
4. 馬料水科學園高錕會議中心下通道

#### 北區
1. 粉嶺站連接百和路之行人天橋及隨道(多次遭到摧毀)
2. 粉嶺名都往祥華邨天橋
3. 上水站B出口行人天橋到警察宿舍隧道
4. 聯和墟連接帝庭軒之行人天橋(多次遭到摧毀)
5. 上水警署大門旁的牆壁

#### 西貢區
1. 彩明苑至唐明苑行人隧道
2. 調景嶺至將軍澳中心行人隧道
3. 調景嶺香港知專設計學院
4. 坑口文曲里公園和坑口單車公園之間的行人隧道 (坑口連儂隧道-文曲里段)
5. 坑口連儂隧道-頌明段
6. 坑口站隔壁的交通運輸處 (A出口)
7. 坑口站内
8. 坑口西貢碼頭小巴站 (B出口)
9. 寶琳站C出口外及站内
10. 日出康城有蓋行人通道
11. 香港科技大學學術大樓地下香港賽馬會大堂中央工程圍板（工程圍板已清拆）
12. 香港科技大學學術大樓LG1層大字報牆
13. 西貢海濱公園
14. 西貢萬宜遊樂場
15. 西貢市中心近圖書館街口 電話亭
16. 西貢市場街9號地下一起果醬
17. 西貢響鐘村、窩美村交界橋底

#### 離島區
1. 長洲長洲教堂路[27]
2. 坪洲碼頭
3. 梅窩碼頭
4. 東涌站B出囗巴士總站[28]
5. 東涌藍色的士站
6. 香港國際機場一號客運大樓接機大堂(5樓)(已清)[29]
7. 國泰城[30]

## 香港以外

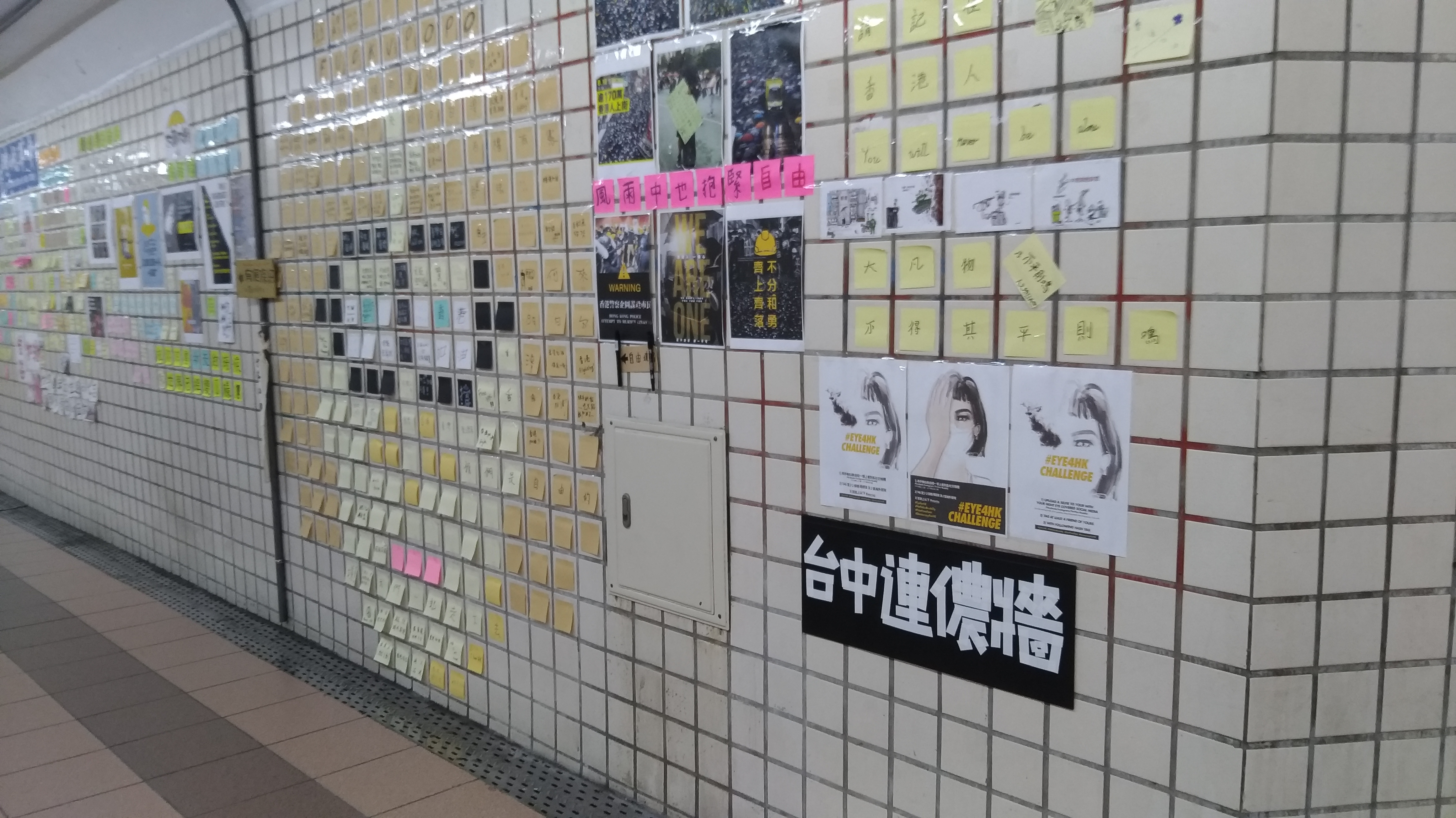
位於臺中市臺灣大道二段和美村路一段交界處地下道的連儂牆，攝於2019年8月26日。

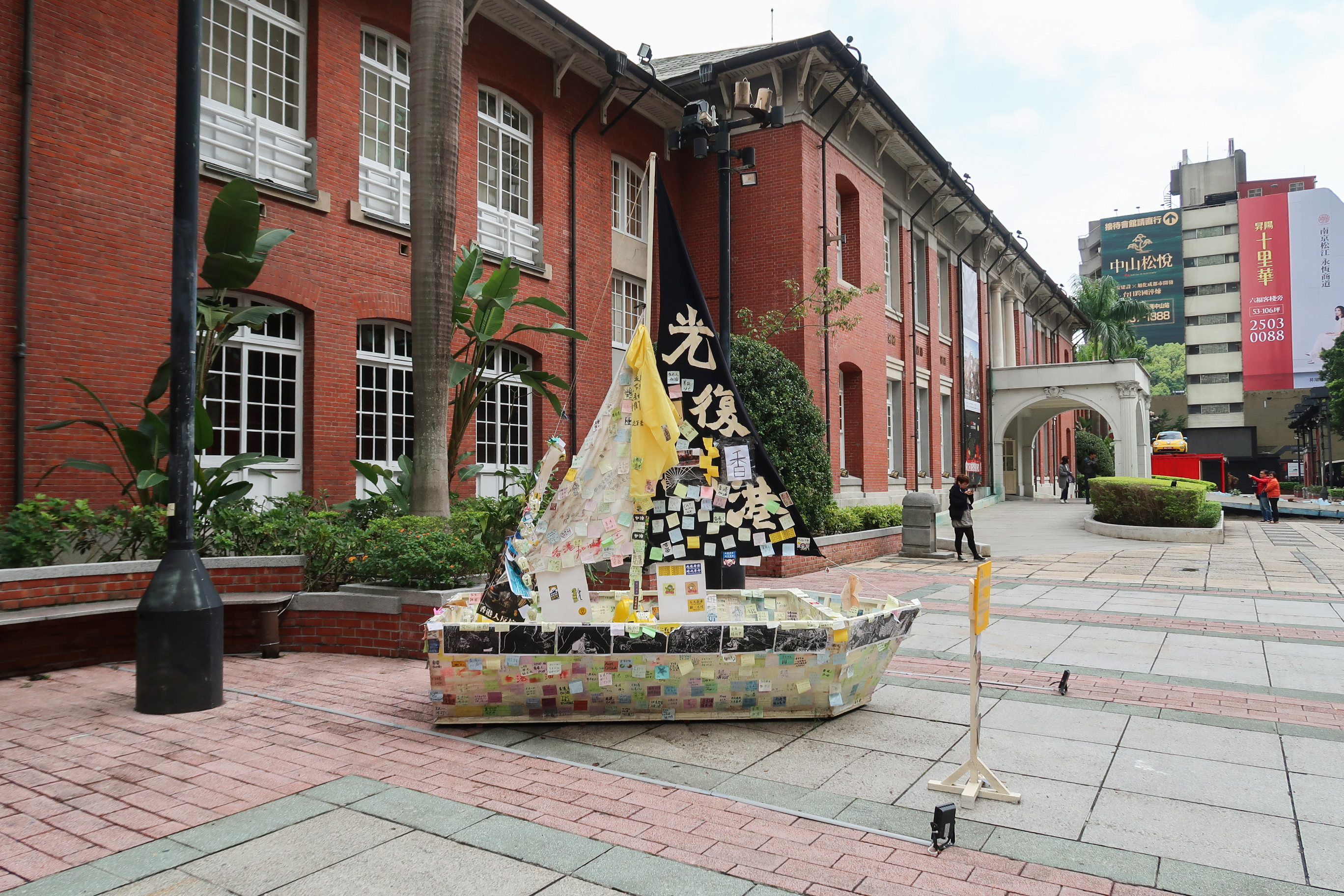
位於臺北市台北當代藝術館的「自由號連儂船」

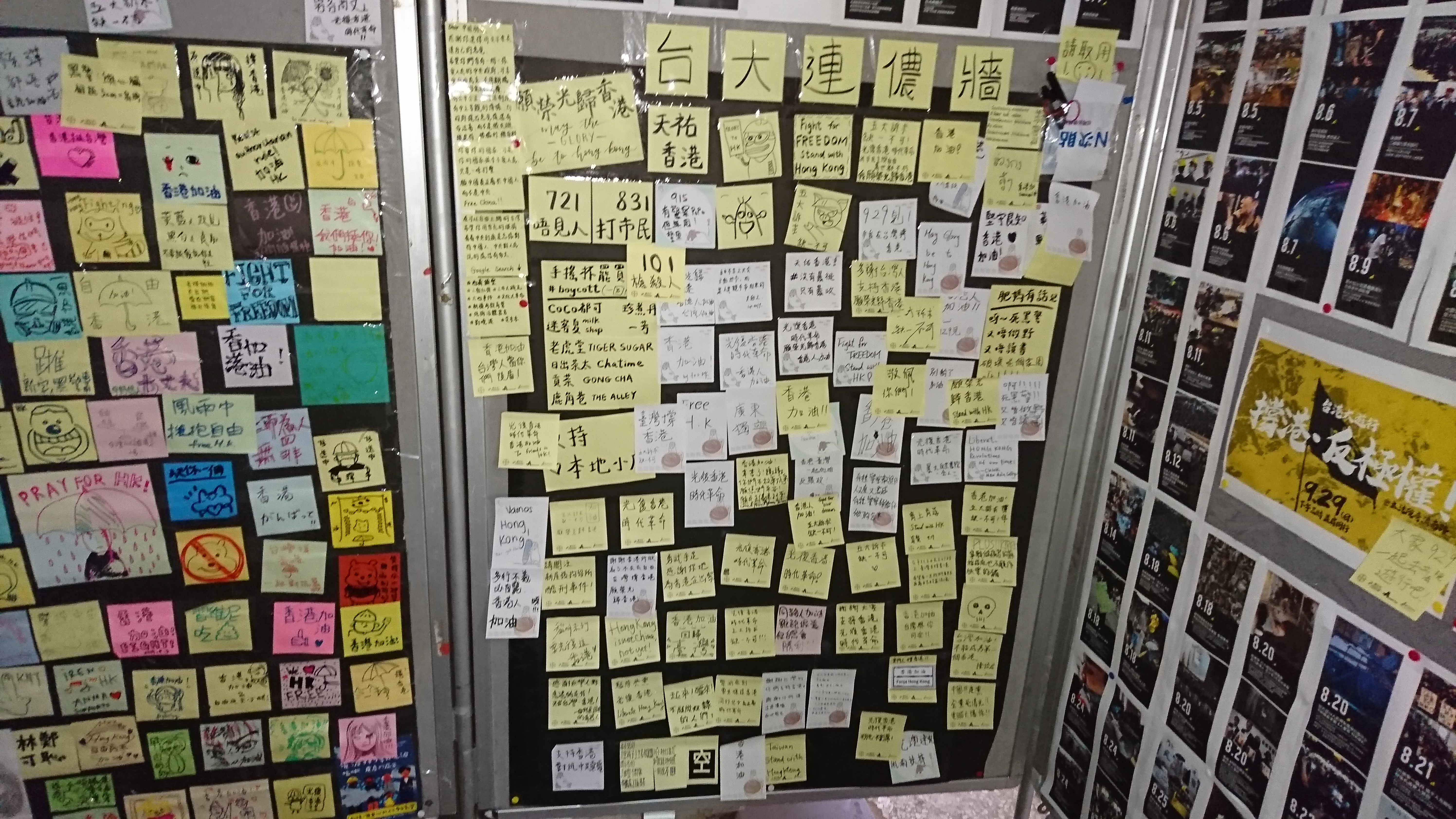
於臺大學生活動中心的連儂牆，攝於2019年12月10日

#### 加拿大
1. 溫哥華煤氣鎮蒸氣鐘[31]
2. 英屬哥倫比亞大學[32]

#### 美利堅合眾國
1. 洛杉磯洛縣蒙特利公園
2. 舊金山市唐人街花園角
3. 紐約市唐人街（Grand St.，Forsyth St. 及 Eldridge St. 之間）（已被拆除）[33][34][35]
4. 紐約市布碌崙威廉士堡（North 6th St. 及 Bedford Ave. 交匯處）（已被拆除）[36]
5. 紐約市流動連儂牆[37]
6. 紐約市法拉盛緬街（已被拆除）[38]
7. 紐約市布碌崙布殊域（Wyckoff Ave 及 Suydam St. 交匯處）
8. 紐約市小義大利（Mulberry St. 及 Grand St. 交匯處）（已被拆除）

#### 大不列顛與北愛爾蘭聯合王國（英國）
1. 曼徹斯特

#### 德意志聯邦共和國（德國）
1. 柏林圍牆遺址[39]

#### 大韓民國（南韓）
1. 首爾江南站附近的Gangnam Square[40]

#### 中華民國（臺灣）
1. 臺北市萬華區西門町
2. 臺北市中正區公館地下道[41]
3. 臺中市西區臺灣大道美村路地下道[42]
4. 新竹市國立清華大學小吃部前圓環[43]
5. 臺北市士林區中國文化大學荀子大道學聲牆[44]
6. 臺北市士林區東吳大學連儂牆[45]
7. 臺北市士林區、桃園市龜山區銘傳大學連儂人，銘傳大學因受限於校方政策，一段時間無法設置連儂牆，便衍生出「連儂人」型態給予校內學生聲援香港的平台。[46]

##### 設有連儂牆的學校
根據臺灣青年民主協會的統計，截至2019年9月6日，在校園內設置連儂牆的學校有：
- 臺北市
  - 國立臺灣師範大學
  - 臺北市立大學
  - 東吳大學
  - 國立臺北藝術大學
  - 臺北市立中山女子高級中學
- 新北市
  - 國立臺北大學
  - 真理大學
  - 輔仁大學
- 苗栗縣
  - 國立苗栗高級農工職業學校（苗區連儂牆串聯組）
- 臺中市
  - 國立臺中教育大學
  - 國立中興大學
  - 臺中市立臺中家事商業高級中等學校
- 南投縣
  - 國立暨南國際大學
- 雲林縣
  - 國立雲林科技大學
  - 國立斗六高級家事商業職業學校
  - 國立斗六高級中學
  - 雲林縣立斗南高級中學
  - 國立虎尾高級中學
  - 永年中學
  - 正心中學
  - 國立西螺高級農工職業學校
- 嘉義縣
  - 國立中正大學
  - 南華大學
- 臺南市
  - 國立臺南第一高級中學
  - 國立臺南家齊高級中等學校
- 高雄市
  - 國立中山大學
  - 高雄醫學大學
- 宜蘭縣
  - 國立宜蘭大學
- 花蓮縣
  - 國立東華大學
- 臺東縣
  - 均一實驗高級中學
  - 國立臺東女子高級中學

#### 紐西蘭
1. 奧克蘭大學[48]

#### 澳大利亞聯邦
1. 昆士蘭大學